# كيث كاربنتر
كيث كاربنتر هو لاعب كرة مضرب كندي، ولد في 3 أغسطس 1941.

## وصلات خارجية
- كيث كاربنتر على موقع رابطة محترفي التنس (الإنجليزية)
- كيث كاربنتر على موقع الاتحاد الدولي لكرة المضرب (الإنجليزية)
- كيث كاربنتر على موقع كأس ديفيز (الإنجليزية)
- كيث كاربنتر على موقع خلاصة التنس.كوم (الإنجليزية)